# Giuseppe Russo
Giuseppe Russo (ur. 12 czerwca 1966 w San Giorgio Jonico) – włoski duchowny katolicki, biskup Altamura-Gravina-Acquaviva delle Fonti od 2024.  

## Życiorys
Święcenia kapłańskie otrzymał 24 czerwca 1995 i został inkardynowany do archidiecezji Taranto. 
7 grudnia 2023 papież Franciszek mianował go ordynariuszem diecezji Altamura-Gravina-Acquaviva delle Fonti.
21 stycznia 2024 otrzymał święcenia biskupie w Konkatedrze Gran Madre di  w Tarencie, których mu udzielił arcybiskup Ciro Miniero. 